# История Карденио
«История Карденио», иначе «Карденио» (англ. The History of Cardenio) — утраченная пьеса, которую предположительно написал Шекспир в соавторстве с Джоном Флетчером.

## История создания
Театральная труппа «Слуги короля» играла пьесу в 1613 году. В 1653 году она была занесена книготорговцем и издателем Хамфри Мосли в Регистр Гильдии книгопечатников и издателей под названием «История Карденио», авторами указаны «господа Флетчер и Шекспир». Не сохранилось ни одного печатного экземпляра пьесы.
В 1727 году театральный импресарио и издатель Льюис Теобальд поставил пьесу «Двойное вероломство». По его словам, пьесу написал Шекспир, сюжет же был взят из романа Сервантеса «Дон Кихот». Английский перевод романа появился в 1612 году в переводе Томаса Шелтона. Теобальд заявлял, что переработал для сцены текст, взятый из старой рукописи, причём в его распоряжении было три варианта пьесы. Знаменитый поэт Александр Поп объявил «Двойное вероломство» фальсификацией, что послужило причиной ссоры между ним и Теобальдом. Мнение Попа получило широкое распространение, с тех пор «Двойное вероломство» ставилась лишь однажды.
Было высказано предположение, что Теобальд не мог опубликовать оригинальную пьесу, потому что права на пьесы Шекспира принадлежали книгоиздателю Джейкобу Тонсону. Однако права Тонсона распространялись лишь на известные пьесы Шекспира и не касались вновь открытых. Теобальд к тому же редактировал издание полного собрания сочинений для Тонсона, коммерческая привлекательность которого только бы повысилась от включения в него до сих пор утраченной пьесы. Подобное произошло при повторном переиздании Третьего фолио в 1664 году, куда были включены семь пьес, из которых только одна («Перикл») считается шекспировской.
Некоторые исследователи считают, что Теобальд, возможно, действительно утратил (или скрыл) подлинную рукопись «Карденио», так как он мог заподозрить, что пьеса была полностью или большей частью написана Джоном Флетчером. Хотя существует предположение, что он знал об атрибуции Мосли в Регистре.
Судьба трёх рукописей, находившихся в распоряжении Теобальда, неизвестна. Теобальд, по некоторым сведениям, пригласил заинтересованных лиц для осмотра рукописей, но на самом деле не желал их обнародования. Эти обстоятельства привели многих учёных к выводу, что рукописи Теобальд сфабриковал сам. Однако более поздний стилистический анализ текста пьесы показал, что основой для «Двойного вероломства» действительно послужили один или несколько текстов, созданных Флетчером и частично другим драматургом. Открытым остался вопрос, является ли этим вторым драматургом Шекспир. Текст содержит не более двух или трёх мест, которые предположительно можно связать с его авторством. Но вполне возможно, что Теобальд настолько сильно переделал пьесу, неузнаваемо изменив текст Шекспира. Известно, что в конце жизни Шекспир работал в соавторстве с Флетчером, в частности, вдвоём они написали пьесы «Генрих VIII» и «Два знатных родича».
В издание «Двойного вероломства» 2010 года включены результаты исследования профессора Ноттингемского университета Брайана Хаммонда, изучавшего пьесу в течение десяти лет. Он считает, что над ней действительно работал Шекспир. По мнению Хэммонда, Шекспиру можно приписать авторство первого и второго актов, а также двух сцен третьего. Первая часть пьесы отличается изощрённостью ритмики и метафоричностью, характерными для произведений Шекспира. За его авторство говорит и то, что использованы редкие слова, любимые Шекспиром.
В 1990 году Чарльз Гамильтон, эксперт-почерковед, в рукописи 1611 года, известной как The Second Maiden’s Tragedy, обычно приписываемой Томасу Мидлтону, определил его как текст утраченного «Карденио», в котором имена героев были изменены. Эта гипотеза принята не всеми шекспироведами. Сюжет этой пьесы совсем не похож на историю Карденио в «Дон Кихоте», но использует сюжет и образы глав XXXIII-XXXV романа. Пьеса The Second Maiden’s Tragedy представляет популярный жанр «трагедии мести».